# Penstemon cyathophorus
Penstemon cyathophorus är en grobladsväxtart som beskrevs av Per Axel Rydberg. Penstemon cyathophorus ingår i släktet penstemoner, och familjen grobladsväxter. Inga underarter finns listade i Catalogue of Life.